# 劳动力市场

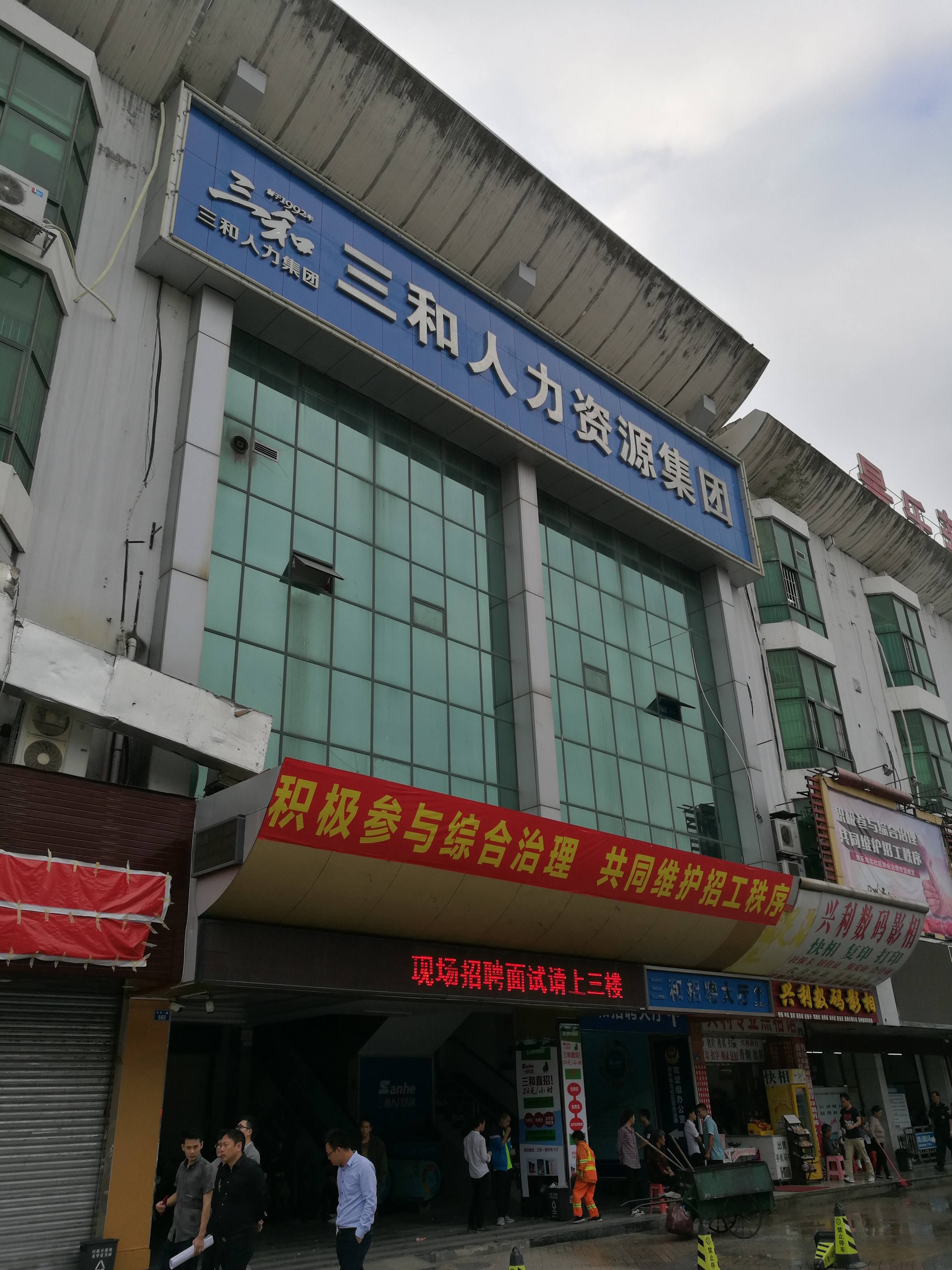
位于深圳的三和人才市场

勞動市場，又稱就業市場（Job markets）、劳动力市场、勞工市場、職業市場、求職市場、招聘市場、人力市場等，指勞動力供給者（如工人、職員等）與勞動力需求者（企業）之間進行勞務交易的市場。

## 劳动力市场的四个方面
1. 工资成本和社会投入
  1. 薪酬设置
  2. 人力成本
2. 就业和失业人数
  1. 薪酬设置
  2. 人力购置
3. 资格和培训结构
  1. 人力发展
  2. 工作内容设置
4. 劳动力市场基础设施
  1. 人力购置

## 与企业经营相关的维度
1. 职能（资格或职业）维度
2. 空间（地区）维度
3. 时间维度